# New Zealand Listener
New Zealand Listener — новозеландский новостной журнал, обозревающий новостную и культурную жизнь страны. Основными темами были: обзор текущих событий (в частности политика), социальные вопросы, здравоохранение, технологии, искусство, питание, культура и развлечения.
История журнала началась в июле 1939 года, тогда это была отдельная радиоволна, доступная более чем тремстам жителям Новой Зеландии. Первым редактором был Оливер Дафф. С 1980-х годов начала выходить печатная версия журнала. В 1990 году журнал был выкуплен компанией Bauer Media Group. С 2004 года журнал стал составлять собственные годовые списки лучших книг.
В 2020 году было принято решение о закрытии журнала из-за финансовых проблем.